# Fissicaudus confucius
Fissicaudus confucius är en stekelart som först beskrevs av Mackauer 1962.  Fissicaudus confucius ingår i släktet Fissicaudus och familjen bracksteklar. Inga underarter finns listade i Catalogue of Life.